# Rhinolophus silvestris
Rhinolophus silvestris is een zoogdier uit de familie van de hoefijzerneuzen (Rhinolophidae). De wetenschappelijke naam van de soort werd voor het eerst geldig gepubliceerd door Aellen in 1959.